# ぼくのメジャースプーン
『ぼくのメジャースプーン』は、辻村深月による日本の小説。講談社ノベルスより刊行された。2007年には、第60回日本推理作家協会賞長編及び連作短編部門にノミネートされた。

## あらすじ

### プロローグ
ぼくは、自分の通っている学校とは違う学校に来た。ここにいる子たちは、有名な大学の附属校の生徒だから、みんな大人っぽく見える。
今日から1週間後、ぼくは市原雄太と対面することになっている。その準備のため、お母さんの言う通りに大学の先生のところへ向かっていた。

### 第1章『眼鏡のふみちゃん』
ぼくが初めて自分の不思議な力を使ってしまったのは、小学2年生のとき。相手は、クラスメイトのふみちゃんだった。
ふみちゃんは、みんなより頭が良くて、いろんな習い事をしていて、ちょっと大人っぽい考え方をする、少しおとなしい子だ。そんなふみちゃんは、他の子たちにいいように使われてしまうことも多かったと思う。
その日、ぼくはふみちゃんのピアノの発表会に呼ばれていた。でも、ふみちゃんは自分の直前にすごくピアノが上手い松永くんが弾くことになって、実力の差を見られるのが恥ずかしくて、逃げ出してしまった。お母さんたちとふみちゃんを探し回って、ぼくがふみちゃんを見つけたそのとき、ぼくは無意識に、あの言葉の力を使ってしまった。その言葉は、「戻って、みんなの前できちんとピアノを弾こう。そうじゃないと、この先一生、いつまでも思い出して嫌な思いをするよ」というものだった。
ぼくが言葉の力を使ったことに気づいたお母さんは、顔色を変えていた。ふみちゃんに何て言ったのか聞かれた後、お母さんはぼくの言葉の力について説明し始めた。そして、それはとても恐ろしい力だから、もう二度と使ってはいけないとぼくに言い聞かせた。

### 第2章『ふみちゃんのうさぎ』
小学4年生になったぼくたちは、学校のうさぎの世話をしていた。ある日、ふみちゃんが1匹のうさぎの足が悪いことに気づき、うさぎのための動物用車椅子を作ろうと提案した。
ふみちゃんが作った車いすをつけたうさぎの話は、ニュース番組で紹介されることになった。でも、テレビの取材が来たとき、ふみちゃん以外のクラスの子たちがテレビに出ることになり、ぼくはふみちゃんに遠慮しないみんなに、ちょっと腹が立った。
その後、テレビを見た人たちからいろんな反応があった。そんな中、ぼくが風邪をひいて、ふみちゃんにうさぎ当番を代わってもらった日、ぼくの家に「うさぎがバラバラにされた」と電話がかかってきた。
うさぎに虐待を加えた画像などをインターネット上にアップロードしたのは、有名な大学の医学部に通う市原雄太という人物だった。
うさぎ小屋は、信じられないことになっていた。全部で10匹いたうさぎのうち、7匹は殺されてバラバラにされ、2匹もひどい怪我を負っていた。でも、車いすのうさぎだけは、うさぎ小屋じゃなくて図工室にいたから無事だった。
市原雄太が出入りしていたサイトのチャット欄には、ひどいことをする人たちが、自分勝手な内容を好き勝手に書き込んでいた。
そして、うさぎのひどい姿を見てしまったふみちゃんは、その日からまったく話せなくなってしまい、ぼくともおしゃべりができなくなってしまった。
ぼくは、また無意識に言葉の力を使いそうになった。「ふみちゃん、何か、話して。元気になって。そうしないと……」と口に出しかけた。でも、その後に続く言葉が、どうしても思い浮かばなかった。

### 第3章『うさぎの声』
事件から3ヶ月が過ぎた。ふみちゃんは、話せないまま学校に来なくなっていた。
一方、うさぎ殺しの市原雄太は、器物損壊罪と動物愛護法違反の罰金刑だけで済むと噂が流れていた。ぼくはそんな軽い罰では何も解決しないと思った。しかし、テレビに出ている大人たちは「異例の刑の重さ」だと指摘し、「このような事件はインターネット時代特有の犯罪」「彼の心の闇」などを中心に番組を構成しているようだった。そんな番組に出演していたコメンテーターの一人は、『彼は「悪の王様」になりたかったのでしょう』と言い、彼らのような人たちは、一般的なモラルから外れて、犯罪をまるで娯楽のように楽しんでしまう、現代に現れた新しい問題だと話していた。
その後、市原雄太には、器物損壊罪で懲役二年執行猶予三年、動物愛護法違反で罰金刑という判決が出た。市原雄太のお父さんがお金を使って、自分の子もまた追い詰められた被害者であるかのように報じられるようにしている、という噂も流れていた。
そんなある日、学校の職員室に市原雄太の代理人の弁護士がやって来た。校長先生とぼくのクラスの担任の平島先生に、後日、市原雄太本人が学校に謝罪に来たいと申し出てきたという。先生たちは、あんなに残忍なことをした犯人と生徒を会わせるわけにはいかないと拒否しようとしていた。
そのとき、ぼくは初めて言葉の力を使うことをはっきりと意識して口を開いた。「先生、ぼくと市原雄太をどうにかして会わせて。そうしなければ、先生は一生うさぎを見るたび、嫌な気持ちになる」とぼくは言った。
その後、平島先生がぼくの家にやって来て、お母さんに事情を説明した。話を聞いたお母さんも、やはり市原雄太に会わせるわけにはいかないと考えていたようだ。そして、ぼくの言葉の力の使い方を学ばせるため、親戚のところに電話をかけた。
そうして、お母さんの親戚で、言葉の力を使える人の一人である大学教授の秋山一樹に会いに行くことになった。その秋山先生は、あの時、市原雄太を『悪の王様』と呼んだコメンテーターと同じ人だったのだ。

### 第4章『言葉の先生』
秋山先生は、ぼくのお母さんの叔父さんで、お母さんの親戚の中で今唯一、言葉の力を使える人だった。秋山先生はこの力を『条件ゲーム提示能力』と名付けていて、その仕組みを教えてくれた。どういうときに力が使えるのか、そして、自分がかけた言葉が相手にどう影響するのかなどを説明してくれた。
ぼくがこれまでに2回力を使ったときの状況を話すと、秋山先生は、相手に「一生後悔し続ける」というような重い罰を与えるのは、普通の人にはあまりに辛いことだ、と説明してくれた。同時に、市原雄太のような人には、そういう言葉はあまり効かないだろうとも言った。
そして、秋山先生はぼくに質問した。なぜ市原雄太に会ってその力を使いたいのか、それは誰のため、何のためなのか、そして、相手に罰を背負わせる必要があるのか、と。ぼくはまだ、市原雄太にどんな言葉を言うかはっきり決めていなかったけれど、市原雄太が許せないという気持ちだけははっきりしている、と伝えた。
さらに、秋山先生は、この言葉の力は「同じ能力者が、一人に使えるのは一回だけ」と教えてくれた。ぼくは、秋山先生の力でふみちゃんを元気にしてほしいと頼んだ。けれど、秋山先生は今回の件で自分の力を使うつもりはないと言った。ぼくのお母さんが望んでいた「市原雄太と会わせないようにして、二度と言葉の力を使わせないようにする」という考えにも反対して、あくまでぼくの意思に任せて、見守りたいと言う。ぼくは改めて、市原雄太に言葉の力を使うために、彼に会わなければならないと答えた。そして、次の日からも言葉の使い方の授業を続けることになった。

### 第5章『先生の飴』
10月に入ってから、唯一生き残った車椅子のうさぎも、少しずつ弱ってきた。ぼくは毎日、ふみちゃんの家に連絡帳を届けているけれど、ふみちゃんは話せないままだ。でも、ふみちゃんのお母さんが言うには、自分から歩き出すようになったのは進歩で、今は病院で話し方のリハビリを受けられるくらいに良くなっているらしい。
秋山先生との言葉の力の授業の2日目。まずは『条件ゲーム提示能力』が使えない場合の説明だった。市原雄太のようなタイプの人には、普通の人が考えるような罪と罰の関係が成り立たず、言葉の力が効かない可能性が高い、と教えてくれた。
そして、秋山先生はうさぎ殺しの市原雄太のことを、ぼくと改めて話し合った。市原雄太に下された判決は、秋山先生たちの考えではやはり「異例の重さ」だと考えられている。世の中の意見（世論）が、裁判の判決に影響を与えたのだろうと説明してくれた。ぼくはそれでも、彼のやったことに対しては罰が軽すぎると考えた。けれど、秋山先生は、インターネットを使った犯罪では「有名税」というものがたくさん乗っかるため、噂にあるように彼もまた少しの被害者である、とぼくに教えてくれた。
その上で秋山先生は、市原雄太のやったことは、彼の中では残忍な犯罪というよりも、幼稚な悪戯くらいの認識だったのだろう、と言う。ただし、うさぎ殺しの出来事が、彼の中でどこまで計算された行動だったかによって、どれほどの悪意を持っていたかを慎重に考えなければならない。だから、彼に会うことにはかなりの危険が伴うだろう、とぼくに注意してくれた。
そして、秋山先生はもう一度ぼくに、なぜ市原雄太に会って言葉の力を使いたいのか、その動機や理由を尋ねた。それは、ふみちゃんのための復讐なのか、それともぼく自身が納得するための復讐なのか、と。仮に復讐を実行しても、うさぎの命は戻らないし、ふみちゃんが元に戻るわけでもない。そして、秋山先生の立場なら、市原雄太のような人には情をかける必要など一切なく、罪も罰も忘れて、彼とは関わらない方がいいと、ぼくに告げた。
秋山先生は、仏様の世界の話などを使って、ぼくに命の対価について何かを教えようとしていた。特におじいさんの元にいた猿・狐・兎がそれぞれどんな食べ物を探してきたかの話は、ぼくにとってとても衝撃的だった。
それでもぼくは、市原雄太を許せない、だから一生をかけて反省させ続ける、という考えを伝えた。すると秋山先生は、ああいった相手に対しては優しすぎると言った。今日の授業の最後に、市原雄太に使う言葉について改めて尋ねられたけれど、まだその言葉は決まっていない。秋山先生ならどんな言葉をかけるか、それは授業の最終日に教えてくれるそうだ。
授業を終えて大学から家に帰る途中、迎えに来たお母さんとスーパーのパン屋さんに寄ったあと、ふみちゃんの昔話を聞いた。ふみちゃんは、自分の関わった物事を悪く言われるのが苦手だったという話だった。

### 第6章『飴の無知』
車椅子のうさぎは、もうあまり長く生きられそうにない。今日はクラスの女子のあーちゃんが、ふみちゃんの家に連絡帳を届けてくれることになった。今のふみちゃんの姿を見て、あとでみんなが悪口を言わないように、とぼくは願いながら秋山先生のところに向かった。
今日の授業は、復讐に関するいろんな問題についての話だった。秋山先生は、一番ひどい復讐の方法をぼくに尋ねたけれど、ぼくは答えられなかった。すると、秋山先生は「相手を殺してしまうこと」だと言った。びっくりするぼくを見ながら、秋山先生は、人を殺すことで得られる達成感と、その後に失われるぼくたちの復讐したい気持ちの行き場、そして復讐が新しい復讐を生む負の連鎖について説明してくれた。ぼくは、殺すのはさすがにやり過ぎだ、可能な限り生きさせて罰を与え続ける方がいいと言うと、これは例え話だからと念を押して、次の話に移った。
次の話は、昔の江戸時代やギリシャ神話にあった拷問の話だった。秋山先生は、この手の拷問の方が市原雄太には効果的だろうと考えているようだった。3つ目の話は、相手に人の心をわからせた上で罰を与えるというものだったが、市原雄太のような人には効果が出ない可能性が高い、という結論になった。
さらに次の話は、秋山先生が教え子たちに、今回の事件を簡単になぞらえた話をして、犯人とどう接するか聞いたという話だ。
1. 一人目は、相手の友達になるくらいの覚悟を持って接する。そして、達成した復讐と一緒に、これからの自分の人生に深い「業」を背負うというもの。
2. 二人目は、そんな相手に引っ張られて不幸になるくらいなら、すべて忘れて過ごすというもの。
3. 三人目の人は、どうやら今回のうさぎ殺しの事件だと気づいているようで、自分が警察に捕まる覚悟で、うさぎがされたように相手をバラバラに切り刻む、というものだった。

秋山先生は、これらを真似する必要はないと前置きした上で、何事も力の使い方を間違えたり、さじ加減を間違えたりすると、被害者と加害者の立場が逆転してしまう、とぼくに教えようとしていた。
家に帰る前にふみちゃんの家の前に寄ろうと思う道すがら、さじ加減という言葉を胸に、ぼくはメジャースプーンを眺めた。小学2年生のクリスマス前、クラスの中でサンタがいるかいないかで言い争いになったときのこと。その出来事の終わりに、ふみちゃんが3本で1組のメジャースプーンの1本をぼくにくれた。そして、あの事件の後、ぼくが3本のスプーンを預かっている。ふみちゃんとの思い出や、秋山先生との言葉の力の授業で話したことを思い出しながら、ぼくは市原雄太に告げる言葉を決めた。

### 第7章『無知の過ち』
ぼくたちが国語の授業で『ごんぎつね』を読んでいると、教室の扉が開いて、その先にふみちゃんがいた。みんなびっくりしている。どうやら昨日、あーちゃんがふみちゃんの家に行った時に車椅子のうさぎのことを話していて、ふみちゃんがうさぎの様子を見に来たようだった。
心配したふみちゃんのお母さんが学校に迎えに来て、ふみちゃんが家に帰った後、クラスのトモがふみちゃんの物真似をして悪ふざけをした。ぼくはカッとなってトモを突き飛ばし、殴り合いになった。そのとき、ぼくは衝動的に言葉の力を使ってしまった。「もう二度と、学校に来るな。そうしなければ、お前はもう二度とふみちゃんと口がきけない」と言ってしまった。
力を使った後、ぼくは急に体が変になってしまい、病院に連れて行かれた。心配して駆けつけたお母さんに、「ふみちゃんのことをバカにされて怒ったんだってね」と聞かれた。
その後、秋山先生も病院にやって来て、今日の授業は病室で行われることになった。ぼくは、今日の出来事を秋山先生に話した。秋山先生が教えてくれたように、被害者と加害者の関係がひっくり返ってしまったこと、そして、どうやらトモは「ふみちゃんと口をきけない方が良い」と考えて、言葉の力の条件のうち、罰の方を選んでしまったようだ、ということも話した。秋山先生は、そういう考えも嫌いではないと前の授業でも言ったと前置きした上で、「一生懸命になることでしか治せない傷もある」とぼくに教えてくれた。
そしてぼくは、予定通り次の日曜日に市原雄太に会って言葉の力を使う、と答えた。そして、ぼくのお母さんの代わりに秋山先生にその場にいてほしいとお願いした。すると秋山先生は、やはり会わずに言葉の力を使わないで済む方がいいと考えているようだった。でも、明日改めて日曜日にどうするか結論を出すために、授業をすると提案してくれた。

### 第8章『過ちのぼく』
学校に着くと、車椅子のうさぎが昨日の夜に死んでいたと知らされた。今日うさぎのお葬式があったなんて、ふみちゃんには言えない。その後、クラスのタカシが、ぼくとトモの間に入って、昨日のことをそれぞれ謝るようにしてくれた。ぼくは担任の先生に、次の日曜日、市原雄太に会うことを改めて伝えた。
その後、秋山先生のところに着いて、日曜日に市原雄太にかける言葉の力の最終確認が始まった。ぼくは「心の底から反省して自分のした行いを後悔しなさい。そうしなければ、この先一生、人間以外のすべての生き物の姿が見えなくなる」と言うことに決めた、と秋山先生に伝えた。すると秋山先生は、市原雄太の心を試すつもりなのか、そして人間以外が見えなくなるという条件の意味は何なのか、とぼくに尋ねた。ぼくは市原雄太が人を殺せるようなタイプではないと思っているけれど、秋山先生はそう思っていないようだった。そして、反省を促すという条件の内容も、秋山先生は甘いと解釈しているようだった。そして、ぼくの決めた言葉は市原雄太には効かない可能性が高く、一つ欠点があると言った。市原雄太がぼくが思っている以上に、ふつうの倫理観が欠けている場合、言葉の力は効かずに、彼は反省しないで生きていくことになるだろう、と。
その後、秋山先生ならこう言うという例を聞かせてくれる番になった。その言葉は「今から十年後、あなたが死んでいなければ、あなたはそのとき一番大事に思える存在を必ず自分の手で壊す」というものだった。つまり、10年後に死ぬか、そのとき最も大切なものを失うか、選べという内容だ。ぼくは厳しすぎると感じたが、秋山先生は、また仏様の世界の「因果応報」という言葉を使って、自分の悪い行いをどこかで振り返り、責任を持って過去の自分と向き合わなければならない、と言い聞かせるためだと説明してくれた。それは、以前の授業で、相手に人の心、例えば「愛」を覚えさせた上で罰を与える話にもつながる話だった。
そして、秋山先生が過去に言葉の力を使ってしまった時の話を聞いた。秋山先生は「もう過ぎたことだ」と言い聞かせるように話した。けれど、ぼくには先生が本当にそう思っているのか、わからなかった。
この話では、秋山先生はぼくにとって非情な人に見えた。以前、秋山先生の教え子3人から聞いた解答例だと、ぼくの考えは1人目の人に近くて、秋山先生の考えは2人目の人に近そうだ。秋山先生は、「あなたは甘すぎて、僕が厳しすぎるのでしょう。でも、どちらも正しい結論ではない」と言った。
そして、明日は秋山先生は午前中に仕事のあと時間があるようで、ぼくとふみちゃんも一緒に動物園に連れて行ってくれると約束してくれた。

### 第9章『ぼくのメジャースプーン』
秋山先生との待ち合わせ場所に行くため、ぼくはまずお母さんと一緒にふみちゃんを家まで迎えに行った。お母さんは「女の子とデートなんて初めてでしょう」と呑気に言っていたけれど、たぶん毎晩の秋山先生との電話で、ぼくと秋山先生が何を話しているか知っているんだと思う。お母さんとは駅で別れ、電車に乗った。昨日、秋山先生はふみちゃんを動物園に連れて行くことを、ある種のショック療法のようなものだと言っていた。
動物園のある駅に着くと、秋山先生と、お兄さんとお姉さんが一人ずつ一緒にいた。お姉さんは、ぼくが初めて秋山先生のところに行ったときに部屋にいた人だった。もう一人のお兄さんはお姉さんの恋人のようで、二人とも秋山先生の教え子だと教えてもらった。
ぼくたちは動物園を散策し始めた。人気のパンダはものすごく長い列で、お兄さんが待ち時間の間に効率よく見て回れるようにみんなを案内してくれた。いろんな動物や展示を見て回る中で、ぼくはふと市原雄太にかける予定の言葉を思い出した。「もし、自分だけが動物が見えない人になったら、今見えていることにどんな気持ちになるだろう」と。
動物園を出て、大きな池のある公園で何か食べようということになり、お姉さんたちとふみちゃんが公園の屋台の方に行った後、秋山先生と二人きりで明日のことを含めていろいろと話し合った。まず、明日の結果が秋山先生の心に響いたら、ふみちゃんを助けてほしいとぼくはお願いした。けれど、秋山先生はそれを断り、さらに市原雄太は心変わりしないだろう、と言った。
次に、秋山先生が最後に言葉の力を使ったときのことを聞いた。秋山先生が最後に力を使った相手は、先生の思い通りには動かなかった。「先生はその人に負けたんだ」と秋山先生は言った。その相手は、血まみれになったところを秋山先生が見つけ、言葉の力で死なないように導くつもりだったのに、その相手は自分の大切な人を守るために、自分が生きない道を選んだんだ、と。その話を聞いているうちに、ぼくは昨日の秋山先生が話していた内容の中に、「どういう出来事なら許せて、どこまでいってしまうと許せなくなるか」ということを説明していたんだ、と理解した。
そして、ぼくたちは先生たちと別れて帰りの電車に乗った。ふみちゃんは相変わらず何も話してくれない。ぼくはふみちゃんに今日思ったことを正直に話した。ぼくは、動物園でたくさんの動物を見て、やっぱり動物の命は人の命より下だと思ってしまった。でも、ふみちゃんは動物も人も同じ、対等な命だと思っているはずだ。話しているうちにとても悲しくなって、明日までメジャースプーンを借りていたい、明日市原雄太に会ってあいつに罰を与える、と告げた。ぼくは、ふみちゃんにこれからやろうとしていることを止めてほしかったんだと思う。けれど、ふみちゃんは反応してくれなかった。

### 第10章『メジャースプーンのなかみ』
ついに市原雄太と会う日曜日がやってきた。ぼくは鏡に向かって、自分に言葉の力をかけられるか試してみたけれど、効いているかどうかはわからなかった。あとで秋山先生に聞いてみようと思いながら、出かける準備を進めた。
学校に着くと、市原雄太の代理人の弁護士の他に、事情を知っている校長先生と担任の平島先生、そして今日は教頭先生と学年主任の先生まで職員室にいた。ぼくの想像以上に、大ごとのようだった。
秋山先生に頼んでいた通り、お母さんたちは別の部屋で待っていてもらい、秋山先生とぼくの二人だけで市原雄太と会うことになった。秋山先生は、他の人たちが部屋に入ってくる5分以内に言葉の力を使って、条件を飲ませるようにとぼくに言ってくれた。ぼくはふみちゃんのメジャースプーンを大事に持って、市原雄太が待っている部屋に入った。
市原雄太と向かい合う。彼は、予想と少し違うような、でも噂通りなような、両方の雰囲気を持っていた。
そしてぼくは、秋山先生にふみちゃんのことをお願いした後、誰にも言っていなかった本当の言葉を、市原雄太に告げた。
「今すぐここで、ぼくの首を締めろ。そうしなければ、お前はもう二度と医学部に戻れない」
言葉の力を受けた市原雄太の選んだ道は、どこまでも自分勝手なものだった。目の前で起きた異常な状況に、秋山先生はすぐに自分の言葉の力を使った。「今すぐ手を離しなさい。でなければ、お前は──」。秋山先生が言った「お前は」の後に続いた言葉は、ぼくの意識が遠のいていく中で、聞き取ることができなかった。

### 第11章『なかみの秘密』
ぼくが目を覚ますまで、1週間かかった。目が覚めると、ぼくは病院にいた。ぼくを見ていたお母さんは、すぐに病院の先生たちを呼んだ後、あのとき市原雄太に何をされたか覚えているかと聞いてきた。「何をされたか覚えている」と答えると、それを聞いたお母さんは、やっぱり会わせない方がよかったんだと言った。
意識が戻ったぼくは、他に異常がないか検査を受けることになった。その検査の合間を縫って、秋山先生と二人だけで少し話す時間ができた。
秋山先生は、冷静な様子で怒っていた。ぼくが市原雄太にかけた言葉が、予定とは違うものだったこと、そして、ぼくが何を狙っていたかを先生は分かっていたようだ。最初から相手の心を試すつもりなどなく、相手を縛り付けることを狙っていたと見抜かれていた。そして、いつかの授業で教えた、相手を二重に縛る条件提示のやり方「ダブルバインド」を使ったのだろう、と問い詰めてきた。あのときに提示した条件と罰、どちらを選んでも同じ結末を迎える。ぼくの提示した条件を飲んだ場合は、市原雄太はぼくを絞め殺すことになり、殺人罪で捕まり、医学部には戻れなくなる。罰を素直に受けた場合も、医学部に戻れずに終わる。ぼくは、この方法なら自分の命と引き換えに彼の一生を縛り付けられると思ったからだった。だけど秋山先生は、その結果でより深く強く縛られるのは、市原雄太自身ではなく、ぼくを大切な人だと思う人々だと告げた。秋山先生は、この出来事について、お母さんには、ぼくが言葉の力を使った結果ではなく、情緒不安定な市原雄太が突然ぼくの首を絞めたと説明しているようで、彼との面談を許可した学校も騒ぎになっているようだった。
それでも市原雄太は、罪を償わず、反省しないまま生きていく可能性を指摘した。殺人未遂という、より重い罪で裁かれることにはなるだろうが、精神的に正常な状態ではなかったとして、罪の責任を負わずに済むかもしれない、と。
その上で、一連の出来事について、すべてをぼくに任せた自分に責任があると言った。そして、実はぼくのお母さんと秋山先生との間で、ある別のやり取りがあったことを知った。うさぎ殺しの事件の日からのぼくの体の異変は、ふみちゃんと同じように事件のショックによるものだ、と。さらに、ぼくがトモに力を使ったときも、実は冷静に条件と罰の関係を入れ替えて実験したことも、先生は気づいているようだった。
そこまで言った後、秋山先生は、悲しむのは、ぼくを大切な人だと思う人々。さっきはお母さんと言ったけれど、今度はふみちゃん、と言った。本当なら、あの日のうさぎ当番はぼくで、ぼくがうさぎ殺しを見てショックを受けるはずだった。だけど、風邪をひいたぼくに代わり、ふみちゃんが行ってあんなひどい目にあった。それは全部自分の責任だ、自分のせいでふみちゃんがああなってしまったんだ、とぼくは思ったままを口にした。そして、ぼくは、ふみちゃんのことが好きだからやったんじゃない、と言うと、秋山先生は「それの何がいけないのか」と返した。「愛」があるからこそ、人々はそういうやり取りをするんだよ、と。
その言葉のあと、ぼくは先生に言葉の力をぼくに使ってほしいと頼んだ。内容は「一生ふみちゃんを覚えていたい」から、というものだ。先生はそれに答えるフリをして、少しだけ別の言葉をかけた。戸惑うぼくに、秋山先生は「ふみちゃんが絶対に望まないから」と告げた後に、ふみちゃんがずっとお見舞いに来ていたと教えてくれた。ぼくは、改めて秋山先生の力をふみちゃんに使えないかとお願いをした。秋山先生は「会って見るだけ」と答えてくれた。

### エピローグ
病院の喫煙所から出てきた秋山先生は、そこでふみちゃんと、ふみちゃんのお母さんに会った。ぼくが意識を取り戻したという連絡を受けて、二人は駆けつけてくれたのだ。
その流れで、秋山先生はふみちゃんのお母さんと話をした。お母さんによると、ふみちゃんはぼくのことを恩人だと言い、とても大切な人だと思っているらしい。恩人だと話したきっかけは、ぼくが初めて言葉の力を使ったとされる、あのピアノの発表会の出来事だった。秋山先生は、ふみちゃんがあの日にぼくがかけた言葉と、それによって取った行動を忘れていないことに気づく。
その後、秋山先生はふみちゃんと二人きりになり、深い話をした。ぼくがふみちゃんのためにずっと努力し続けていたこと、心配し続けていたこと、そしてふみちゃんをとても大切な人だと思っていることを伝えた。そして、ふみちゃんに言葉の力を使いかけたが、途中で止める。秋山先生は、忘れてしまうことよりも、忘れないことの方がこの場面では良いと考えていたからだ。
そして、秋山先生はふみちゃんに、あの日の会議室にぼくがお守りとして持っていき、一連のやり取りの末にぼくの手から落ちてしまったメジャースプーンを渡した。そして、「ぼくに返してきてくれませんか」とお願いする。するとふみちゃんは、「ひとりで、大丈夫です」と言って、ぼくの元へ向かっていった。

## 登場人物
ぼく
小学4年生。2年前、言葉によって他者に強い心理的呪縛を与える力に目覚めた。幼馴染のふみちゃんの心を傷つけた市川雄太にこの力を使おうとする。ふみちゃんからもらったメジャースプーンを宝物にしている。事件の日、風邪で飼育当番をふみちゃんに代わってもらったことを後悔している。
ふみちゃん
ぼくの幼馴染。眼鏡をかけ、歯列矯正をしている。うさぎの形の石がついたメジャースプーンをキーホルダーとしてランドセルにつけている。様々な習い事をかけもちし、知識が豊富で、誰にでも優しく接するが、クラスには特定の友人はいない。うさぎが好きで、怪我をしたうさぎのために車椅子を作るなど、面倒見がよい。市川雄太の事件により深く心を傷つけられ、言葉を失う。
タカシ
ぼくのクラスメイト。サッカーが得意で、女子に人気がある。賢いふみちゃんに頼るなど、少し打算的な一面も持つ。
トモ
ぼくのクラスメイト。短絡的な性格で、ふみちゃんを軽んじた発言が原因でぼくと喧嘩になる。
あーちゃん
ぼくのクラスメイト。美少女で、男子からの人気が高い。ふみちゃんが考案したうさぎの車椅子が取材された際、トモと一緒にテレビに出演した。
ぼくのお母さん（千加子）
ぼくの母親。秋山一樹の姪。自分の家系に伝わる言葉の力の存在を知っており、ぼくの指導を叔父である秋山に依頼する。危険を顧みないぼくを心配している。
秋山一樹（あきやま かずき）
ぼくの母・千加子の叔父。D大学教育学部児童心理学科教授。過去の事件から言葉の力を封印していたが、姪の依頼で再びその力と向き合う。ぼくたちの能力を「条件ゲーム提示能力」と名付け、その力をぼくに説明していく。
市川雄太（いちかわ ゆうた）
K大学医学部3年生。小学校に侵入し、うさぎを切り刻んだ事件の犯人。

## 章タイトル
本作は、各章のタイトルを「○○の××」の形式で名づけ、次の章では前の章の「××」の部分の語句を受け継ぎ、「××の△△」、その次は「△△の□□」という法則でタイトルをつけるというスタイルをとっている。このルールに従って第1章の「眼鏡のふみちゃん」から、第11章の「なかみの秘密」まで続く。

## 関連作品
『子どもたちは夜と遊ぶ』
秋山一樹が登場する他、本作に登場する「額に傷跡のある料理の下手な女のひと」と「耳とまぶたにピアスの跡がある男の人」は、それぞれ月子と石澤恭司である。
『凍りのくじら』
松永くんが話し方教室に通っていて、その教室に通う知り合いとしてふみちゃんが登場する。
『名前探しの放課後』
ふみちゃんとタカシがこれから死ぬはずの同級生探しに参加している。松永くんとトモも同じく主人公たちの同級生として登場する。

## 舞台化
2022年に『辻村深月シアター』として、著者の同じ「かがみの孤城」の再演と共に初めて舞台化。脚本・演出は成井豊、企画・製作・主催はナッポスユナイテッド。

### 公演日程
- 【東京】2022年5月25日 - 28日、サンシャイン劇場（「かがみの孤城」は5月26日 - 29日）
  - 当初は2022年5月20日からの予定だったが、公演関係者から新型コロナウイルスの陽性反応が確認され日程が変更された[3]。
- 【新潟】2022年6月4日、りゅーとぴあ 新潟市民芸術文化会館

### 出演者
- 田中亨
- 岡田達也（キャラメルボックス）
- 澤田美紀（イッツフォーリーズ）
- 原田樹里（キャラメルボックス）
- 稲田ひかる
- 森めぐみ（キャラメルボックス）
- 山本沙羅（キャラメルボックス）
- 池岡亮介
- 田中のぶと（キャラメルボックス）
- 田野優花